# Плужная подошва

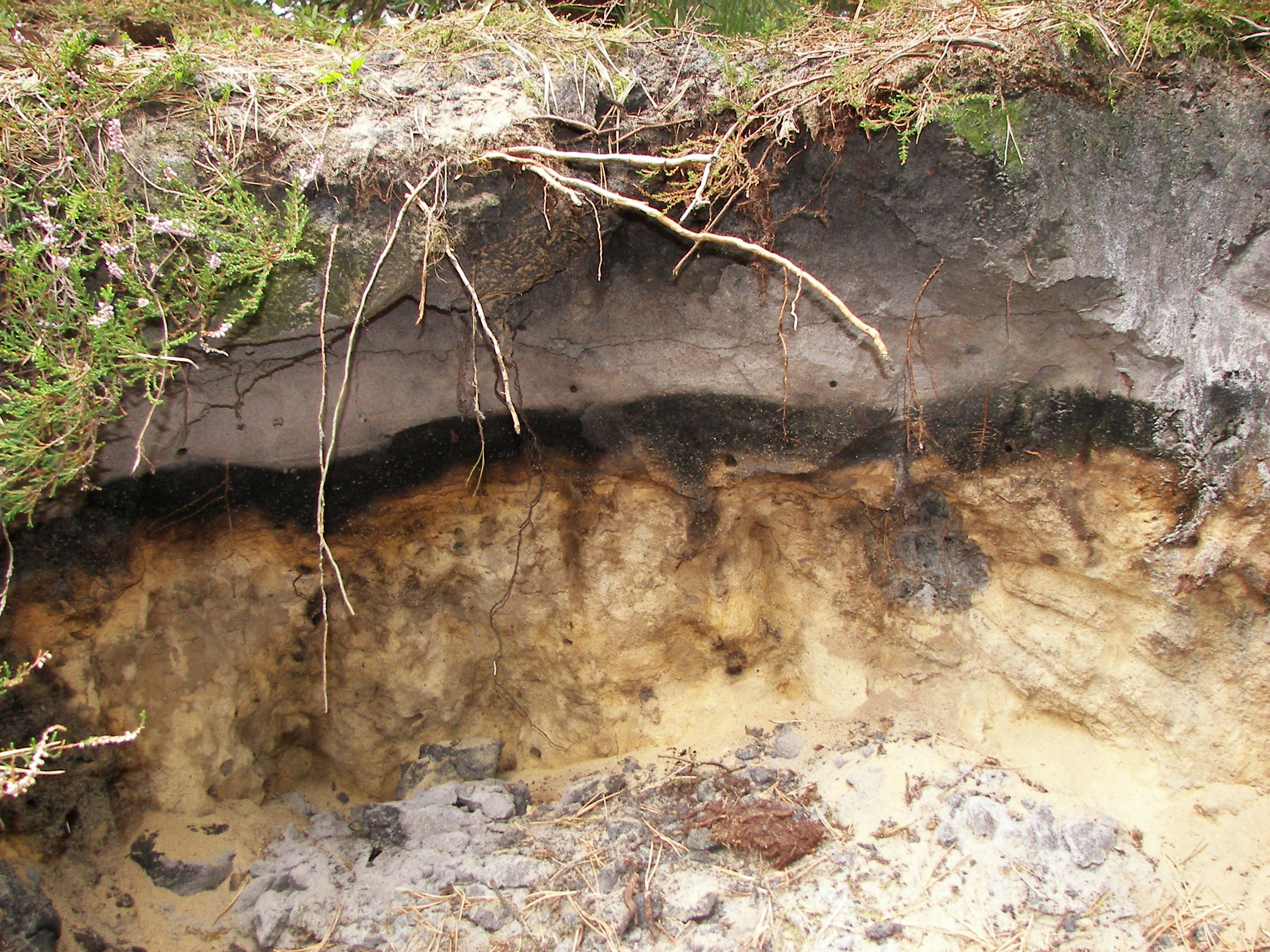

Плу́жная подо́шва (subsoil compaction, фр. semelle de labour) — уплотнённый слой почвы между пахотным и подпахотным горизонтами. Обычно имеет толщину 7-12 см, в запущенных случаях - до 20 см.
Образуется в результате сочетания двух факторов:
- проведение основной обработки почвы в течение длительного времени (три года и более) на одинаковую глубину (вспашка обычным плугом — 20—22 см), почва уплотняется под тяжестью обрабатывающих орудий. При работе почвообрабатывающих орудий по переувлажнённой почве образование плужной подошвы ускоряется;
- почвенные коллоиды, пылевидные илистые частицы под действием атмосферных осадков вымываются из пахотного слоя, опускаются до уровня уплотнённого почвообрабатывающими машинами горизонта, аккумулируются, закупоривая (цементируя) поры и другие пустоты, и превращают этот горизонт в водоупорный, практически водонепроницаемый.

Плужная подошва не позволяет корневой системе культурных растений проникать за пределы пахотного слоя, ухудшает водный, воздушный и питательный режимы, условия роста и развития, снижает урожайность. Особенно опасна для пропашных культур и в засушливые годы, а также тогда, когда расположена на малой глубине: 16-18 см.
Для разрушения плужной подошвы используют почвоуглубители, глубокорыхлители, чередование отвальной и безотвальной обработки почвы на разную глубину.